# Harry Järv
Harry Johannes Järv (født 27. marts 1921 i Karperö, Finland, død 21. december 2009 i Stockholm, Sverige) var en finlandssvensk bibliotekar, forfatter, oversætter, krigsveteran og anarko-syndikalist.

## Tidlige år og krigstid
Järv blev født i en bondefamilie i den vestfinske kommune Korsholm. Efter uddannelsen fra gymnasiet i Vaasa stod Järv til søs i en alder af 18 år. Da vinterkrigen brød ud i november 1939, blev han optaget som frivillig i den finske hær. Senere under 2. verdenskrig var Järv delingsfører i 61. infanteriregiment, der næsten udelukkende bestod af svensktalende finner. Han var medlem af patruljeenheden og anførte rekognoscerings- og kamppatruljer bag fjendens linjer. Den 4. september 1943 blev Järv så alvorligt såret af en landmine, at hans venstre ben måtte amputeres under knæet, og han tilbragte resten af krigen på Sankt Görans sygehus i Stockholm.
Järv fotograferede krigens begivenheder, og billederne blev senere offentliggjort i dagbogen Permanent patrullverksamhet, som den finske krigsfilm Framom främsta linjen fra 2004 er baseret på. I 1945 hjalp han oberst Alpo Marttinen med at flygte fra Finland til Sverige, selvom Järv senere udtalte, at han ikke kunne lide sin tidligere overordnede. Marttinen, der senere sluttede sig til den amerikanske hær, var involveret i våbenlagersagen.

## Senere år
Efter krigen var ovre, modtog Järv et stipendium til Uppsala universitet og flyttede til Sverige, hvor han tilbragte resten af livet. Järv havde siden sin barndom en stor interesse for at læse og samle bøger, og hans personlige bibliotek havde flere end 14.000 eksemplarer. Han arbejdede som bibliotekar og senere viceadministrerende direktør ved Kungliga biblioteket.
I 1973 blev Järv tildelt en æresdoktorgrad af Uppsala universitet. Han var også medlem af Kungliga Vitterhets Historie och Antikvitets Akademien. Järv skrev og oversatte flere end 50 bøger og snesevis af artikler i forskellige publikationer. Hans egne bøger var for det meste essaysamlinger om oldtidshistorie, politik og filosofi. Järv var chefredaktør for de svenske kulturtidsskrifter Horisont (1954-1977), Radix (1978-1982) og Fenix (1983-1997) og kendt som en fremtrædende ekspert i Franz Kafka. Han døde af et hjerteanfald.

## Politiske ideer
Järv blev første gang introduceret til anarkistiske ideer som teenager af Peter Kropotkins bøger. I sin tid på havet blev Järv påvirket af den finske syndikalist Niilo Wälläri, der var leder af den finske sømandsunion. Under krigen tilpassede Järv de anarkistiske ideer sin rolle som delingsfører. Järv behandlede sine mænd ligeligt med sig selv, og beslutningerne blev truffet demokratisk. Dette førte ofte til konflikter med hans overordnede officerer, og Järv blev betragtet som "umilitærisk". I 1952 sluttede Järv sig til den svenske anarko-syndikalistiske fagforening Sveriges Arbetares Centralorganisation (SAC) og begyndte at skrive artikler til foreningens ugeavis Arbetaren.

## Hædersbevisninger
- Frihedsrådets orden (1939-1944)
- Æresdoktorgrad i filosofi, Uppsala universitet (1973)

## Priser
- Svenska Akademiens översättarpris (1969)
- Rabén & Sjögrens översättarpris (1972)
- Elsa Thulins översättarpris (1976)
- Läkerols svenska kulturpris (1981)
- Lotten von Kræmers pris (1986)
- Gun och Olof Engqvists stipendium (1986)
- Alf Henrikson-priset (1986)
- Längmanska kulturfondens pris (2001)
- Österbottniska delegationens minnesmedalj (2006)
- Kellgrenpriset (2007)

## Forfatterskab

### Bøger
- Kritik av den nya kritiken. Arenas polemiska skriftserie 3. Porvoo: Arena, 1953.
- Die Kafka-Literatur. Eine Bibliographie. Malmø: Cavefors, 1961.
- Introduktion till Kafka. Horisonts småskrifter 3. Vaasa: Horisont, 1962.
- Vreden som brann hos peliden Achilleus. Horisonts småskrifter 1. Vaasa: Horisont, 1962.
- Varaktigare än koppar. Från Homeros till Kafka. Malmø: Cavefors, 1962.
- (red.) Betydande böcker från vå regen tid. Horisonts småskrifter 7. Vaasa: Horisont, 1966.
- Läsarmekanismer. Essäer och utblickar. Staffanstorp: Cavefors, 1971. ISBN 91-504-0171-8.
- Frihet jämlikhet konstnärskap. Utblickar och författarporträtt. Staffanstorp: Cavefors, 1974. ISBN 91-504-0353-2.
- Victor Svanberg. Tryckta skrifter 1918–1976. Bibliografi utgiven till 80-årsdagen den 24 maj 1976. Acta Bibliothecæ regiæ Stockholmiensis 26. Stockholm: Kungliga biblioteket, 1976. ISBN 978-91-7000-058-4.
- Tycke och smak. Lund: Tegnérsamfundet, 1978.
- Konst är kvalitet. Kulturpolitiska inlägg och utblickar. Lund: Cavefors, 1979. ISBN 91-584-0016-8.
- Enfald eller mångfald. Om tolerans och toleransgränser. Stockholm: Atlantis, 1982. ISBN 91-7486-264-2.
- (red.) Den svenska boken 500 år. I samarbejde med Egil Johansson. Stockholm: LiberFörlag, 1983. ISBN 91-38-90373-3.
- (red.) Vinghästen. Horisont 1954-1983. En jubileumsvolym. I samarbejde med Olof Hägerstrand. Helsinki: Schildts, 1984. ISBN 951-50-0318-0.

- Trollkarl eller lärling? Om krafter och maktstrukturer i samhället. Stockholm: Atlantis, 1986. ISBN 91-7486-444-0.

- Den "goda tvåans" paradoxala hemlighet. Lund: Cavefors, 1991. ISBN 91-7692-006-2.
- Kunskapens träd. Om lagring och spridning av information. Vitterhetsakademiens skriftserie om Europa 9. Stockholm: Natur och Kultur, 1991. ISBN 91-27-02895-X.
- Om judiska bidrag till svensk kultur. Stockholm: 1992.
- Aktualiteter i historiskt perspektiv. Vaasa: Scriptum, 1995. ISBN 978-951-8902-51-8.
- Prometheus’ eld. Försvar mot maktmissbruk från mytisk tid till 1900-talet. Stockholm: Atlantis, 1998. ISBN 91-7486-265-0.
- Permanent patrullverksamhet. En dagbok i bild från Svirfronten under ställningskriget 1942-1943. Vaasa: Scriptum, 2000. ISBN 951-8902-80-1.
- Åsikter och avsikter: egna och andras. Vaasa: Scriptum, 2002. ISBN 951-8902-96-8.
- Oavgjort i två krig: Finland – Sovjetunionen 1939-1944. Redigeret af Jan Linder. Stockholm: Infomanager förlag Jan Linder, 2006. ISBN 978-91-631-9273-9.